# Ellychnia alexanderi
Ellychnia alexanderi là một loài bọ cánh cứng trong họ Đom đóm (Lampyridae). Loài này được Fender miêu tả khoa học năm 1969.